# Eilema lurida
Eilema lurida är en fjärilsart som beskrevs av Butler 1889. Eilema lurida ingår i släktet Eilema och familjen björnspinnare. Inga underarter finns listade i Catalogue of Life.